# Gioventù, amore e rabbia
Gioventù, amore e rabbia (The Loneliness of the Long Distance Runner, letteralmente "La solitudine del corridore sulla lunga distanza") è un film del 1962 diretto da Tony Richardson. Il film è tratto dal racconto dello scrittore Alan Sillitoe La solitudine del maratoneta ed è considerato uno dei più importanti esempi del free cinema inglese degli anni Sessanta. Allo stesso tempo può essere considerato una delle migliori trasposizioni cinematografiche dei temi e dei sentimenti legati al movimento letterario dei Giovani arrabbiati a cui apparteneva lo sceneggiatore Allan Sillitoe.

## Trama
La sequenza iniziale (un flash-forward) presenta il protagonista Colin Smith che veste un'uniforme di gara atletica e corre, da solo, lungo una strada nella campagna inglese. La voce fuori campo di Colin racconta che la corsa è stato il mezzo col quale i suoi famigliari  hanno sempre cercato di sfuggire ai guai in cui si erano cacciati, ma che alla fine il corridore deve cavarsela da solo.
Colin viene poi mostrato in un gruppo di giovani, ammanettati all'interno di un cellulare, che vengono tradotti alle Ruxton Towers, un riformatorio giudiziario giovanile. Essi sono accolti dal direttore, che ritiene che il lavoro duro e la disciplina imposti ai suoi ospiti li renderà alla fine degli utili membri della società. Il suo sguardo cade subito su Colin, dall'aria accigliata e ribelle, allo scopo di provare la giustezza delle proprie idee. 
Una componente importante del programma di riabilitazione del direttore è data dallo sport, e presto egli nota che Colin ha talento per la corsa, tanto da staccare facilmente il miglior fondista di Ruxton. Il governatore era un tempo egli stesso un atleta, ed è particolarmente fiducioso nelle capacità di Colin perché i suoi ragazzi sono stati invitati per la prima volta a gareggiare in una corsa campestre di cinque miglia contro il vicino college di Ranley, i cui studenti sono dei privilegiati provenienti da famiglie delle classi sociali più elevate. Il direttore vede l'invito come un'importante possibilità per dimostrare il successo del suo programma di recupero.
Il direttore prende Colin sotto le sue ali protettive, offrendogli la possibilità di fare lavorare all'aperto come giardiniere ed eccezionalmente di allenarsi all'esterno delle recinzioni di filo spinato di Ruxton. Tutto ciò è intervallato da una serie di flashback in cui si mostra come Colin abbia finito coll'essere incarcerato: cresciuto in una povera famiglia operaia di Nottingham, il disoccupato Colin si dedicava a furtarelli in compagnia del suo miglior amico Mike. Intanto, a casa, i molti anni di fatica di suo padre in una fabbrica locale l'avevano portato allo stadio terminale di una malattia per la quale aveva rifiutato le cure ed era morto, lasciando a Colin il ruolo di capofamiglia.
Colin mostra la sua indole ribelle rifiutando un impiego che gli era stato offerto alla fabbrica dove lavorava suo padre. La ditta paga a sua madre un risarcimento di 500 sterline, che Colin considera un insulto, al punto da bruciare una parte del denaro che sua madre gli ha consegnato e di dare il resto a Mike e alle due ragazze con cui egli e il suo amico sono andati in gita a Skegness: qui Colin confessa a Audrey, la ragazza che ha invitato, che è stata la prima donna con la quale abbia avuto un rapporto sessuale.
La madre di Colin invita ad abitare con lei il suo amante, che Colin non può sopportare ne nasce una lite, alla quale la donna pone fine ammonendo Colin ad andarsene finché non potrà portare a casa dei soldi. Egli e Mike girano per le strade e notano una finestra aperta sul retro di un panificio, nel quale non trovano nulla valga la pena di rubare a parte il registratore di cassa, che contiene circa 70 sterline. Mike vorrebbe fare un'altra gita a Skegness con le ragazze, ma Colin è più cauto e nasconde il denaro in una grondaia fuori di casa sua. Arriva presto una visita da parte della polizia, che accusa del furto Colin; questi dice allo sgarbato investigatore di non saperne nulla; questi allora, alla sua visita successiva, produce un mandato di perquisizione, ma senza risultati. Infine, frustrato e arrabbiato, ritorna per dire che terrà gli occhi addosso a Colin. Mentre i due sono bagnati dalla pioggia davanti alla porta di casa, il flusso d'acqua scaricato dalla grondaia spinge fuori le banconote, che finiscono ai piedi di Colin.
Tornati al presente, alle Ruxton Towers Colin deve fronteggiare la gelosia dei suoi camerati per il favoritismo mostratogli dal direttore, specialmente quando questi decide di non punire Colin assieme agli altri per la protesta fatta nel refettorio a causa della scarsa qualità del cibo. Colin è spettatore del tipo di trattamento a cui sono stati sottoposti i suoi sfortunati compagni di prigionia: punizioni corporali, diete a pane e acqua, lavori inutili in laboratorio o in cucina.
Arriva finalmente il giorno della corsa campestre, e Colin identifica subito il più forte corridore di Ranley, Gunthorpe. L'orgoglioso direttore osserva la corsa con attenzione a partire dal segnale di start. Nell'ultimo miglio Colin sorpassa Gunthorpe correndo attraverso i boschi e ottiene così un comodo vantaggio per una vittoria sicura,  ma gli passa per la mente una serie d'immagini che lo scuotono: la sua vita a casa con sua madre che lo trascurava; il cadavere di suo padre; severe ramanzine da parte di investigatori, poliziotti, il direttore e Audrey. A pochi metri dal traguardo smette di correre e rimane fermo, a dispetto degli incitamenti, delle grida e delle proteste da parte del pubblico delle Ruxton Towers. Colin volge il suo sguardo al direttore con un sorriso di sfida, un'espressione che gli resta anche quando il corridore di Ranley taglia il traguardo e vince. Il direttore è chiaramente sconcertato.
Alla fine, Colin è di nuovo nell'officina del riformatorio, ora ignorato dal direttore.

## Produzione

### Sceneggiatura
La sceneggiatura di Sillitoe può essere vista sia come "tragica" sia come espressione di bathos per il fatto che il protagonista viene rappresentato come un ribelle della classe operaia piuttosto che come un talento riabilitato ma conformista. Durante il periodo in cui Sillitoe scrisse il libro e la sceneggiatura lo sport della corsa stava cambiando. La purezza della corsa si stava perdendo quando Smith entrò nella competizione a vantaggio suo e della sua istituzione — un vantaggio utile alla promozione personale del suo superiore. Nel libro e nella sceneggiatura Sillitoe rifiuta la mercificazione della corsa, credendo invece che un professionista non possa fare a meno di essere mercificato e perda la chiarezza di pensiero che viene dal correre come attività disimpegnata. Questo è il motivo per cui Smith sceglie di ritirarsi dalla corsa. La critica letteraria Helen Small dichiara: "...il peso dell'attenzione letteraria sembra focalizzarsi su un'epoca "pre-professionistica" — che sia stato scritta a quel tempo oppure che vi guardi indietro per l'ispirazione". La sua ricerca sottolinea il fatto che Sillitoe era un autore che credeva in uno sport non corrotto.
La corsa è usata anche come metafora per dare a Smith la capacità di sfuggire alla realtà del suo basso livello sociale, quello della classe operaia britannica.  La corsa di fondo dà al personaggio la possibilità di fuggire dalla società senza le pressioni di una squadra, cosa che si può ritrovare in altre storie sull'atletica.

### Riprese
Le riprese furono effettuate a Ruxley Towers, Claygate, Surrey (un castello in falso stile Tudor fatto costruire in epoca vittoriana da Henry Foley, V barone Foley). L'edificio fu utilizzato dalle forze armate britanniche durante la  Seconda guerra mondiale.

### Musica
Il tema originale per tromba fu eseguito da Fred Muscroft, che all'epoca aveva il ruolo di cornetta principale delle Guardie Scozzesi.

## Accoglienza

### Incassi
Il film fu una delusione al botteghino.

### Critica
Il film ha un tasso d'approvazione del 70% su Rotten Tomatoes, sulla base di 23 recensioni.
Un sondaggio tenuto nel 2018 per la rivista Time Out su una platea di 150 tra attori, registi, sceneggiatori, produttori e critici lo mise al 36º posto tra i migliori film britannici di tutti i tempi.

## Riconoscimenti
- 1962 - Premi BAFTA
  - BAFTA al miglior protagonista emergente a Tom Courtenay
- 1962 - Nastro d'argento
  - Nomination Nastro d'argento al regista del miglior film straniero a Tony Richardson
- 1963 - Festival internazionale del cinema di Mar del Plata
  - Astor d'argento al miglior attore a Tom Courtenay

## Influenza culturale
La band heavy metal inglese degli Iron Maiden ha scritto un pezzo intitolato proprio The Loneliness of the Long Distance Runner, incluso nell'album del 1986 Somewhere in Time.
Anche il gruppo musicale Angelic Upstart, tra i principali esponenti della scena Oi! del Regno Unito, ha una canzone intitolata come l'omonimo film e ad esso ispirata.